# أنفيفة (نفيفة)
أنفيفة هي إحدى مشيخات المملكة المغربية، تتبع جغرافيا لإقليم شيشاوة وإداريًا لنفيفة. يقدر عدد سكانها بـ 5451 نسمة حسب الإحصاء الرسمي للسكان والسكنى لسنة 2004.